# Rubén Marino Navarro
Rubén Marino Navarro (La Banda, 30 de marzo de 1933 — Buenos Aires, 14 de julio de 2003) fue un futbolista argentino que compitió en la Copa Mundial de la FIFA de 1962.

## Carrera en clubes
Nacido en La Banda, Santiago del Estero, el 30 de marzo de 1933, se inició en las inferiores de Independiente y debutó en primera en 1952 ante Banfield. Como buen producto de la cantera, mostró a lo largo de su carrera un cariño excepcional por el club.
"Hacha Brava" fue campeón argentino en 1960 y 1963 y campeón de la Libertadores en 1965. En la del 64 no participó debido a una lesión. Se alejó en 1966 para ir a jugar a estados unidos pero volvió a Independiente para ocupar diversos cargos en el departamento de divisiones inferiores.

## Selección nacional
Navarro fue convocado 32 veces para la selección de fútbol de Argentina entre 1960 y 1963. Representó al país con la escuadra nacional en la Copa Mundial de la FIFA de 1962 y apareció en dos partidos en el torneo, siendo capitán del equipo contra Inglaterra y Bulgaria.
Al año siguiente actuó también para Argentina en el Campeonato Sudamericano 1963 en el que el seleccionado quedó en tercer lugar, detrás de los anfitriones Bolivia y Paraguay. Navarro jugó en los seis partidos en el torneo.

## Estadísticas
Datos actualizados al fin de la carrera deportiva.
| Independiente Argentina |               |               |     |   |   |    |    |     |     |   |
| 1.ª | 1954          | 1             | 0   | - | - | -  | -  | 1   | 0   |   |
| 1.ª | 1955          | 3             | 0   | - | - | -  | -  | 3   | 0   |   |
| 1.ª | 1956          | 9             | 0   | - | - | -  | -  | 9   | 0   |   |
| 1.ª | 1957          | 1             | 0   | - | - | -  | -  | 1   | 0   |   |
| 1.ª | 1958          | 12            | 0   | 2 | 0 | -  | -  | 14  | 0   |   |
| 1.ª | 1959          | 30            | 0   | - | - | -  | -  | 30  | 0   |   |
| 1.ª | 1960          | 30            | 0   | - | - | -  | -  | 30  | 0   |   |
| 1.ª | 1961          | 28            | 0   | - | - | 2  | 0  | 30  | 0   |   |
| 1.ª | 1962          | 25            | 0   | - | - | -  | -  | 30  | 0   |   |
| 1.ª | 1963          | 25            | 0   | - | - | -  | -  | 25  | 0   |   |
| 1.ª | 1964          | 2             | 0   | - | - | -  | -  | 2   | 0   |   |
| 1.ª | 1965          | 29            | 0   | - | - | 8  | 0  | 37  | 0   |   |
| 1.ª | 1966          | 13            | 0   | - | - | 4  | 0  | 17  | 0   |   |
| Total club | Total club    | 208           | 0   | 2 | 0 | 14 | 0  | 224 | 0   |   |
| Philadelphia Spartans Estados Unidos |               |               |     |   |   |    |    |     |     |   |
| 1.ª | 1967          | 14            | 1   | - | - | -  | -  | 14  | 1   |   |
| Total club | Total club    | 14            | 1   | 0 | 0 | 0  | 0  | 14  | 1   |   |
| Cleveland Stokers Estados Unidos |               |               |     |   |   |    |    |     |     |   |
| 1.ª | 1968          | 34            | 0   | - | - | -  | -  | 34  | 0   |   |
| Total club | Total club    | 34            | 0   | 0 | 0 | 0  | 0  | 34  | 1   |   |
| Total carrera | Total carrera | Total carrera | 256 | 1 | 2 | 0  | 14 | 0   | 272 | 1 |
| (1) Incluye datos de la Copa Suecia. (2) Incluye datos de la Copa Libertadores, Copa Intercontinental. (3) No se consideran goles en encuentros amistosos. |               |               |     |   |   |    |    |     |     |   |

### Selección nacional
| Selección | Año   | Amistoso | Amistoso | Eliminatorias | Eliminatorias | Copa América | Copa América | Mundial | Mundial | Total | Total |
| Selección | Año   | PJ       | G        | PJ            | G             | PJ           | G            | PJ      | G       | PJ    | G     |
| --------- | ----- | -------- | -------- | ------------- | ------------- | ------------ | ------------ | ------- | ------- | ----- | ----- |
| Argentina | 1960  | 11       | 0        | 2             | 0             | -            | -            | -       | -       | 13    | 0     |
| Argentina | 1961  | 2        | 0        | -             | -             | -            | -            | -       | -       | 2     | 0     |
| Argentina | 1962  | 4        | 0        | -             | -             | -            | -            | 2       | 0       | 6     | 0     |
| Argentina | 1963  | 3        | 0        | -             | -             | 6            | 0            | -       | -       | 9     | 0     |
| Total     | Total | 20       | 0        | 2             | 0             | 6            | 0            | 2       | 0       | 30    | 0     |

## Palmarés

#### Campeonatos nacionales
| Título           | Equipo        | País      | Año  |
| ---------------- | ------------- | --------- | ---- |
| Primera División | Independiente | Argentina | 1960 |
| Primera División | Independiente | Argentina | 1963 |

#### Campeonatos internacionales
| Título            | Equipo        | Sede     | Año  |
| ----------------- | ------------- | -------- | ---- |
| Copa Libertadores | Independiente | Santiago | 1965 |